# Rhododendron pingianum
Rhododendron pingianum là một loài thực vật có hoa trong họ Thạch nam. Loài này được W.P. Fang miêu tả khoa học đầu tiên năm 1939.